# 周期雍
周期雍（1479年—1551年），字汝和，號泉坡，江西南昌府寧州（今江西省九江市修水縣）人，明朝刑部尚書，同進士出身。

## 生平
由國子生中式甲子科（1504年）江西鄉試第五名舉人（《春秋》經魁），正德三年（1508年）中式戊辰科會試第一百六十八名，第三甲第一百二十五名進士。四年五月授南京雲南道監察御史。劉瑾伏誅後，當年劉瑾罷黜的官員均恢復職位，然而給事中李光翰、任惠、徐蕃、牧相、徐暹、趙士賢，御史貢安甫、史良佐、曹閔、王弘、葛浩、姚學禮、張鳴鳳、王良臣、徐鈺、趙佑、楊璋、朱廷聲、劉玉，部郎李夢陽、王綸、孫磐等當年彈劾閹黨的官員卻沒有錄用。周期雍於是與同官王佩上疏請求，遂眾人得以召用。兵部尚書王敞因依附劉瑾而晉升，周期雍上疏請罷黜。期間焦芳、劉宇等人尤在位，而劉大夏、韓文、楊守隨、林瀚、張敷華卻沒有昭雪，周期雍均上疏討論。此後陳金討江西民變，縱容苗兵殺掠，周期雍均檢舉揭發。此後清軍廣東，彈劾鎮守武定侯郭勛，陳金與郭勛皆被斥責。此後，周期雍出任福建僉事，朱宸濠謀反時，周期雍率軍趕赴征討，平定後歸還。
嘉靖初年，復除河南佥事，四年（1525年）正月升任浙江左參議，討平溫、處礦盜。六年（1527年）九月升浙江右參政，此後再升湖廣按察使。嘉靖九年（1530年）三月，升任都察院右僉都御史，整飭薊州兵備兼巡撫順天，期間修復邊疆防備。十年五月入朝擔任大理寺卿，十一年丁父憂。十四年七月起原職，十五年十一月升任刑部右侍郎，十七年四月升刑部左侍郎。嘉靖十八年，升都察院右都御史，六月拜為刑部尚書。言官彈劾其收受賄賂，吏部調查後證明此為誣陷。嘉靖十九年八月，翊國公郭勛借風霾之事勸明世宗罷免大臣，周期雍遂辭職歸鄉。家居十年後去世。

## 家族
曾祖周叔登。祖父周季昌。父周彥中。前母冷氏；母劉氏。具慶下。行九，兄期豐、期遇、期遂、弟期明、期化。

## 延伸阅读
[在维基数据编辑]
 《國朝獻徵錄·卷之四十五》，出自焦竑《國朝獻徵錄》
 《明史卷二百〇二》，出自《明史》

| 官衔          | 官衔                       | 官衔          |
| ------------- | -------------------------- | ------------- |
| 前任： 楊志學 | 明朝刑部尚書 1539年-1540年 | 繼任： 錢如京 |